# Elvis Manu
Elvis Manu (Dordrecht, 13 de agosto de 1993) es un futbolista neerlandés que juega como centrocampista y se encuentra sin equipo tras abandonar el F. C. Volendam.

## Carrera
Comenzó su carrera profesional con el Feyenoord en 2012. Desde entonces ha sido cedido al Excelsior y al SC Cambuur antes de volver a la primera plantilla en la temporada 2014-15. En agosto de 2015 fichó por el Brighton & Hove Albion, que lo cedió en 2016 durante 2 meses al Huddersfield Town FC.

## Clubes
| Club                                | País         | Año       |
| ----------------------------------- | ------------ | --------- |
| Feyenoord                           | Países Bajos | 2012-2015 |
| S. B. V. Excelsior (cedido)         | Países Bajos | 2012-2013 |
| S. C. Cambuur (cedido)              | Países Bajos | 2014      |
| Brighton & Hove Albion F. C.        | Inglaterra   | 2015-2017 |
| Huddersfield Town A. F. C. (cedido) | Inglaterra   | 2016      |
| Go Ahead Eagles (cedido)            | Países Bajos | 2017      |
| Gençlerbirliği S. K.                | Turquía      | 2017-2018 |
| Akhisar Belediyespor                | Turquía      | 2018-2019 |
| Beijing Renhe                       | China        | 2019-2020 |
| P. F. C. Ludogorets Razgrad         | Bulgaria     | 2020-2022 |
| Wisła Cracovia                      | Polonia      | 2022      |
| P. F. C. Botev Plovdiv              | Bulgaria     | 2022-2023 |
| F. C. Groningen (cedido)            | Países Bajos | 2023      |
| Universitatea Cluj                  | Rumania      | 2023-2024 |
| F. C. Volendam                      | Países Bajos | 2024-2025 |

## Palmarés

### Títulos nacionales
| Título                   | Club                        | País     | Año  |
| ------------------------ | --------------------------- | -------- | ---- |
| Primera Liga de Bulgaria | P. F. C. Ludogorets Razgrad | Bulgaria | 2021 |
| Supercopa de Bulgaria    | P. F. C. Ludogorets Razgrad | Bulgaria | 2021 |